# Komplementární DNA
Komplementární DNA (cDNA) je syntetická kopie DNA vytvořená na základě molekuly mRNA pomocí enzymu reverzní transkriptázy. Na rozdíl od genomové DNA (gDNA) neobsahuje nekódující sekvence, jako jsou introny, ale pouze exony – části genu, které se skutečně přepisují do proteinů.
Syntéza cDNA probíhá prostřednictvím reverzní transkripce, při níž je mRNA přepsána zpět do DNA. Tento mechanismus využívají i retroviry, které tímto způsobem integrují svou genetickou informaci do genomu hostitelské buňky.[zdroj?]
Ve výzkumu se cDNA široce využívá zejména při tvorbě cDNA knihoven – trvalých souborů cDNA reprezentujících aktivně exprimované geny v konkrétní buňce nebo tkáni. Tyto knihovny slouží k analýze genové exprese, klonování genů a výrobě rekombinantních proteinů. Výhodou cDNA oproti genomové DNA je, že umožňuje studovat pouze ty části genomu, které jsou v daném okamžiku funkčně aktivní, což je zásadní např. při přenosu eukaryotických genů do prokaryot, které nedokáží zpracovat introny.

## Syntéza
Syntéza cDNA je biochemický proces, při němž dochází k přepisu ribonukleové kyseliny (RNA) do jednovláknové DNA (cDNA) pomocí enzymu reverzní transkriptázy. Tento enzymatický proces hraje zásadní roli v molekulární biologii, především při analýze genové exprese, tvorbě cDNA knihoven a klonování genů.[zdroj?]

### Princip
Syntéza cDNA využívá enzym reverzní transkriptázu, která katalyzuje tvorbu DNA na základě templátu RNA. Tento princip byl poprvé popsán u retrovirů, které ke své replikaci používají právě reverzní transkripci genomové RNA do DNA, jež se následně začleňuje do hostitelské DNA. Reverzní transkriptáza byla nezávisle objevena týmy Davida Baltimora a Howarda Temina v roce 1970 při studiu RNA nádorových virů.
Na rozdíl od genomové DNA obsahuje cDNA pouze exony, neboť je syntetizována na základě již sestřižené mRNA. Tím se vyhýbá nutnosti odstraňovat introny při expresi genů v prokaryotických systémech a usnadňuje tak funkční studium genových produktů.

### Používané složky
K syntéze cDNA se využívá několik klíčových komponent, které společně zajišťují efektivní přepis RNA do DNA. Základním enzymem jsou reverzní transkriptázy, jako například M-MLV (Moloney murine leukemia virus) nebo AMV (avian myeloblastosis virus). Tyto enzymy se často používají ve formě geneticky modifikovaných variant s vyšší stabilitou nebo termostabilitou, což umožňuje syntézu při vyšších teplotách a zvyšuje její účinnost.
Další nezbytnou složkou je směs deoxyribonukleotidových trifosfátů (dNTPs), konkrétně dATP, dCTP, dGTP a dTTP, které slouží jako stavební bloky pro syntézu nového DNA vlákna.
Pro zahájení syntézy se používají primery, tedy krátké jednořetězcové úseky DNA. Nejčastěji se aplikují oligo(dT) primery, které se vážou na polyadenylovaný (poly(A)) konec mRNA, dále náhodné hexamery, jež umožňují přepis celé RNA náhodně, nebo sekvenčně specifické primery navržené pro cílové RNA sekvence.
Reakce probíhá v pufru, který zajišťuje vhodné prostředí pro aktivitu reverzní transkriptázy. Obsahuje obvykle hořečnaté ionty (Mg²⁺), redukční činidlo DTT (dithiothreitol) a pH optimalizované pro daný enzym. V některých případech se ke směsi přidávají také inhibitory RNáz, například RNasin, které chrání RNA před degradací během reakce.

### Postup syntézy
Typický laboratorní protokol pro syntézu cDNA zahrnuje několik kroků. Prvním krokem je izolace RNA, kdy se z buněk nebo tkání extrahuje celková RNA nebo specificky mRNA. Následuje denaturace RNA a hybridizace primeru, při které se RNA denaturuje a smíchá s vhodným primerem, který slouží jako start pro syntézu.
Poté dochází k reverzní transkripci, při které se směs inkubuje s reverzní transkriptázou za definovaných podmínek, obvykle při teplotách mezi 37–50 °C, v závislosti na typu použitého enzymu. Po přepisu RNA do DNA je nutné odstranit RNA. Tento krok je často realizován pomocí RNázy H, která RNA degraduje, nebo hydrolyzováním RNA zásadou.
Pokud je potřeba vytvořit dvouvláknovou DNA (dsDNA), používá se DNA polymeráza I (Klenow fragment), RNáza H a ligáza, čímž se zajišťuje kompletní syntéza DNA.

## Využití
Syntéza cDNA má široké uplatnění v molekulárně biologických a biotechnologických aplikacích. Jedním z hlavních využití je reverzně transkriptázová PCR (RT-PCR), která slouží k detekci a kvantifikaci genové exprese. Další aplikací je klonování genů, kdy je cDNA často klonována do expresních vektorů pro produkci proteinů v heterologních systémech, jako je například E. coli. CDNA se také využívá při tvorbě cDNA knihoven, které umožňují komplexní reprezentaci transkriptomu organismu nebo buňky v určitém čase. Reverzní transkripce hraje klíčovou roli také v studiu retrovirů, kde je součástí jejich životního cyklu, a je důležitá pro pochopení jejich funkce a pro vývoj terapeutických přístupů.

## cDNA knihovny

### Příprava cDNA knihoven a analýza RNA sekvenování
Při analýze transkriptomů se celková RNA, zahrnující lidské i mikrobiální molekuly, nejprve zpracovává odstraněním ribozomální RNA, čímž se obohacuje podíl informační RNA. Následuje syntéza cDNA a připojení adaptérů potřebných pro sekvenování nové generace. Množství vstupní RNA může být různé v závislosti na zvoleném protokolu. Připravené cDNA knihovny se poté sekvenují na vysokokapacitních sekvenátorech s párovým čtením bází.[zdroj?]
Po sekvenování jsou data zpracovávána odděleně pro lidské a mikrobiální transkriptomy. Sekvenační čtení jsou nejprve oříznuta kvůli odstranění adaptérů a následně mapována na referenční genom, kde se analyzuje exprese genů a identifikují exprimované genetické varianty. Výsledky jsou interpretovány pomocí analýzy biologických drah a funkčních sítí.[zdroj?]
U mikrobiální RNA se po odstranění lidských sekvencí provádí taxonomická klasifikace na základě krátkých sekvenčních motivů (k-merů) a vytváří se profil zastoupených druhů. Poté se analyzuje genová exprese jednotlivých mikroorganismů.[zdroj?]
Výsledná data jsou ukládána do veřejných databází pro další využití ve vědeckém výzkumu.

### Využití cDNA knihoven
cDNA knihovny jsou zásadní nástroj pro studium genové exprese a analýzu funkce genů. Jsou vytvářeny procesem, při kterém se transkribovaná RNA organismu přepisuje na cDNA. Tento přístup umožňuje vědcům získat profil vysoce specifických transkriptů, což je zásadní pro analýzu exprese genů v různých typech buněk a podmínkách. cDNA knihovny jsou široce využívány ve studiích genové exprese při výzkumu různých onemocnění, včetně rakoviny, genetických poruch a infekčních chorob. Kromě toho slouží jako základ pro vývoj rekombinantních proteinů, což má významné aplikace v biotechnologickém průmyslu, včetně produkce terapeutických proteinů a vakcín. V oblasti mikrobiomiky a metatranskriptomiky se cDNA knihovny používají k analýze mikrobiálních společenstev a jejich vlivu na zdraví hostitele. Knihovny cDNA tedy poskytují cenné nástroje pro porozumění molekulárním základům biologických procesů a onemocnění, čímž otevírají nové možnosti pro vývoj diagnostických nástrojů a terapeutických intervencí.